# Gran Enciclopedia de la Región Valenciana
La Gran Enciclopedia de la Región Valenciana es una enciclopedia temática en español centrada en la Comunidad Valenciana (España). Fue publicada en 1973 por Mas-Ivars Editores y se compone de 12 tomos, encuadernados en guáflex (tapa dura), con unas 300 páginas por tomo e ilustrada en color.